# Data Luv/Diskografie
Diese Diskografie ist eine Übersicht über die musikalischen Werke des deutschen Rappers Data Luv. Seine erfolgreichste Veröffentlichung ist die Debütsingle Shot mit über 215.000 verkauften Einheiten.

## Alben

### Studioalben
| Jahr | Titel Musiklabel            | Höchstplatzierung, Gesamtwochen, AuszeichnungChartplatzierungen (Jahr, Titel, Musiklabel, Platzierungen, Wochen, Auszeichnungen, Anmerkungen) | Höchstplatzierung, Gesamtwochen, AuszeichnungChartplatzierungen (Jahr, Titel, Musiklabel, Platzierungen, Wochen, Auszeichnungen, Anmerkungen) | Höchstplatzierung, Gesamtwochen, AuszeichnungChartplatzierungen (Jahr, Titel, Musiklabel, Platzierungen, Wochen, Auszeichnungen, Anmerkungen) | Anmerkungen                            |
| Jahr | Titel Musiklabel            | DE | AT | CH | Anmerkungen                            |
| ---- | --------------------------- | --- | --- | --- | -------------------------------------- |
| 2019 | Goat Stay High (GA)         | DE72 (1 Wo.)DE | AT44 (1 Wo.)AT | — | Erstveröffentlichung: 11. Oktober 2019 |
| 2020 | Data Life Stay High (GA)    | DE15 (1 Wo.)DE | AT19 (1 Wo.)AT | — | Erstveröffentlichung: 31. Juli 2020    |
| 2021 | Stars Stay High (GA)        | DE13 (1 Wo.)DE | AT43 (1 Wo.)AT | CH76 (1 Wo.)CH | Erstveröffentlichung: 23. Juli 2021    |
| 2022 | Ready 4 Rage Stay High (GA) | DE91 (1 Wo.)DE | — | CH85 (1 Wo.)CH | Erstveröffentlichung: 29. Juli 2022    |

## Singles

### Als Leadmusiker
| Jahr | Titel Album                    | Höchstplatzierung, Gesamtwochen, AuszeichnungChartplatzierungen (Jahr, Titel, Album, Platzierungen, Wochen, Auszeichnungen, Anmerkungen) | Höchstplatzierung, Gesamtwochen, AuszeichnungChartplatzierungen (Jahr, Titel, Album, Platzierungen, Wochen, Auszeichnungen, Anmerkungen) | Höchstplatzierung, Gesamtwochen, AuszeichnungChartplatzierungen (Jahr, Titel, Album, Platzierungen, Wochen, Auszeichnungen, Anmerkungen) | Anmerkungen                                              |
| Jahr | Titel Album                    | DE | AT | CH | Anmerkungen                                              |
| ---- | ------------------------------ | --- | --- | --- | -------------------------------------------------------- |
| 2019 | now* Goat                      | DE27 (2 Wo.)DE | AT40 (1 Wo.)AT | CH92 (1 Wo.)CH | Erstveröffentlichung: 23. August 2019                    |
| 2019 | fiji* Goat                     | — | — | — | Erstveröffentlichung: 13. September 2019                 |
| 2020 | Bentley Data Life              | — | — | — | Erstveröffentlichung: 15. Mai 2020                       |
| 2020 | Louboutin –                    | DE76 (1 Wo.)DE | — | — | Erstveröffentlichung: 5. Juni 2020 feat. Trippie Redd    |
| 2020 | Ist deine Liebe wahr Data Life | DE— aDE | — | — | Erstveröffentlichung: 19. Juni 2020                      |
| 2020 | Friendzone Data Life           | DE— bDE | — | — | Erstveröffentlichung: 10. Juli 2020                      |
| 2020 | Overnight –                    | DE79 (1 Wo.)DE | — | — | Erstveröffentlichung: 9. Oktober 2020 feat. Reezy        |
| 2021 | Racks Up Stars                 | — | — | — | Erstveröffentlichung: 26. März 2021                      |
| 2021 | Stars                          | — | — | — | Erstveröffentlichung: 14. Mai 2021                       |
| 2021 | Space Coupe Stars              | — | — | — | Erstveröffentlichung: 4. Juni 2021                       |
| 2021 | Fukk the System Stars          | — | — | — | Erstveröffentlichung: 18. Juni 2021                      |
| 2021 | We Don’t Play Stars            | DE— cDE | — | — | Erstveröffentlichung: 16. Juli 2021 feat. Ufo361         |
| 2022 | Ready for Rage Ready 4 Rage    | — | — | — | Erstveröffentlichung: 15. April 2022                     |
| 2022 | WTF? Ready 4 Rage              | — | — | — | Erstveröffentlichung: 20. Mai 2022 feat. Selmon & Ufo361 |
| 2022 | Hahaha! Ready 4 Rage           | — | — | — | Erstveröffentlichung: 10. Juni 2022                      |

### Als Gastmusiker
| Jahr | Titel Album          | Höchstplatzierung, Gesamtwochen, AuszeichnungChartplatzierungen (Jahr, Titel, Album, Platzierungen, Wochen, Auszeichnungen, Anmerkungen) | Höchstplatzierung, Gesamtwochen, AuszeichnungChartplatzierungen (Jahr, Titel, Album, Platzierungen, Wochen, Auszeichnungen, Anmerkungen) | Höchstplatzierung, Gesamtwochen, AuszeichnungChartplatzierungen (Jahr, Titel, Album, Platzierungen, Wochen, Auszeichnungen, Anmerkungen) | Anmerkungen                                                                    |
| Jahr | Titel Album          | DE | AT | CH | Anmerkungen                                                                    |
| ---- | -------------------- | --- | --- | --- | ------------------------------------------------------------------------------ |
| 2019 | Shot Wave            | DE4 Gold · (11 Wo.)DE | AT7 Gold · (6 Wo.)AT | CH15 (4 Wo.)CH | Erstveröffentlichung: 28. Juni 2019 Verkäufe: + 215.000; Ufo361 feat. Data Luv |
| 2021 | Angekommen Stay High | DE16 (3 Wo.)DE | AT21 (2 Wo.)AT | CH40 (1 Wo.)CH | Erstveröffentlichung: 16. April 2021 Ufo361 feat. Data Luv                     |

## Musikvideos
| Jahr | Titel                | Regisseur(e)                       |
| ---- | -------------------- | ---------------------------------- |
| 2019 | Shot                 | Ufuk Bayraktar, Christoph Szulecki |
| 2019 | now*                 | Ufo361                             |
| 2019 | fiji*                | Ufo361                             |
| 2020 | Bentley              | Ufuk Bayraktar, Ricarda Haehn      |
| 2020 | Ist deine Liebe wahr | Ufuk Bayraktar, Ricarda Haehn      |
| 2020 | My World             | Carlo Ramos, Antoni Tudisco        |
| 2021 | Stars                | Ufuk Bayraktar                     |
| 2021 | Fukk the System      | Alyh2021                           |
| 2021 | We Don’t Play        | Alyh2021                           |
| 2021 | Magic                | Ufuk Bayraktar                     |
| 2022 | Ready for Rage       | MacDuke                            |
| 2022 | Hahaha!              | MacDuke                            |

## Sonderveröffentlichungen
| Jahr | Titel Album                     | Anmerkungen                                                 |
| ---- | ------------------------------- | ----------------------------------------------------------- |
| 2019 | Shot Wave                       | Erstveröffentlichung: 9. August 2019 Ufo361 feat. Data Luv  |
| 2020 | Was soll passieren Nur für Dich | Erstveröffentlichung: 2. Oktober 2020 Ufo361 feat. Data Luv |
| 2021 | Angekommen Stay High            | Erstveröffentlichung: 30. April 2021 Ufo361 feat. Data Luv  |

## Statistik

### Chartauswertung
|                     | DE    | AT    | CH    |
| ------------------- | ----- | ----- | ----- |
| Nummer-eins-Alben   | DE—DE | AT—AT | CH—CH |
| Top-10-Alben        | DE—DE | AT—AT | CH—CH |
| Alben in den Charts | DE4DE | AT3AT | CH2CH |

|                       | DE    | AT    | CH    |
| --------------------- | ----- | ----- | ----- |
| Nummer-eins-Singles   | DE—DE | AT—AT | CH—CH |
| Top-10-Singles        | DE1DE | AT1AT | CH—CH |
| Singles in den Charts | DE5DE | AT3AT | CH3CH |

### Auszeichnungen für Musikverkäufe
Anmerkung: Auszeichnungen in Ländern aus den Charttabellen bzw. Chartboxen sind in ebendiesen zu finden.
| Land/RegionAuszeichnungen für Musikverkäufe (Land/Region, Auszeichnungen, Verkäufe, Quellen) | Gold     | Platin | Verkäufe | Quellen           |
| -------------------------------------------------------------------------------------------- | -------- | ------ | -------- | ----------------- |
| Deutschland (BVMI)                                                                           | Gold1    | —      | 200.000  | musikindustrie.de |
| Österreich (IFPI)                                                                            | Gold1    | —      | 15.000   | ifpi.at           |
| Insgesamt                                                                                    | 2× Gold2 | —      |          |                   |